# Bezzerwizzer
Bezzerwizzer是一款知识竞赛类的游戏，玩家通过回答问题向前移动棋子，最先绕场一周回到原点的获胜。
本游戏名称来源于德语Besserwisser：besser，好的比较级，意思是更好；wisser源于动词wissen，知道，并变成了一种人称；合起来意思就是成为知道更多的人、更有知识的人。

## 道具
棋盘：每边六格，共二十步，棋子由顺时针方向前进；
小棋盘：四个格子，从左到右依次为获胜走一步至四步；
队伍棋子：红黄蓝绿四色队伍各有一颗代表棋子，两颗b棋子，一颗z棋子；
问题类别棋子：二十颗黑底白字；
布袋：用于摇晃问题类别棋子；
问题纸牌：上百张问题纸牌，正面有各类问题，背面则是相应答案；
使用指南：非常详细的使用指南。

## 玩法
游戏开始每队得到四颗队伍棋子，代表棋子置于棋盘起始处，b、z棋子收好。
把二十颗问题类别棋子放入布袋摇晃，再由各队伍依次抽取四颗置于自己区域的小棋盘，可按自己对相关知识的把握从左往右放置，答对题目的奖励步数依次增加。
顺时针方向由上家为下家念问题纸牌上相应问题类别的问题，由下家回答。
由上家翻转问题纸牌公布答案，下家翻转已回答的问题类别棋子。
回答正确奖励小棋盘问题类别棋子上方的前进步数；回答错误原地不动。
z棋子用法：当你要回答问题时候，可以使用z棋子，用当前问题类别棋子与别的队伍交换其未使用的任意问题类别棋子，之后回答交换到的问题类别问题。
b棋子用法：当其他队伍听完题目要回答时，可使用b棋子，首先使用的队伍获得在原队伍回答完问题后再次回答的机会，答对可前进相应步数，答错倒退一步。

## 问题类别
建筑：建筑物，建筑师和设计师。
艺术与舞台：艺术家，画家，雕塑家，剧院和歌剧院。
商业世界：公司，商界人士，产品，商标和广告。
社会：立法，教育，劳工市场，机构和协会。
设计：时装，家具，室内装饰，家居设计。
电影：标题，演员和角色。
食物和饮料：美食，葡萄酒，啤酒，国际美食和配料。
地理：国家，城市，海洋。
历史：历史人物，地点和事件。
人类：生理学，解剖学，心理学，医学和生活。
外语：外来词，成语和熟语。
文学：题名，著者，哲学家和文学人物。
音乐：艺术家，作曲家，标题和概念。
性质：动物，植物，自然和环境。
政治：政治家，各缔约方，组织和政府形式。
科学：物理，化学，数学和天文学。
体育和游戏：运动员，体育，游戏和记录。
技术：科技，太空旅行，计算机，工艺和工具。
传统和信仰：宗教，神话，传统，风俗和习惯。
媒体：电视收音机节目，新闻，报道。